# 伊王島灯台
伊王島灯台（いおうじまとうだい）は、長崎県長崎市の伊王島にある灯台。

## 概要
長崎港の入口、伊王島の北端に位置する。現在の灯台は白色、六角形の鉄筋コンクリート造りで、2003年（平成15年）に改築されたものだが、灯頂部のドームは1870年（明治3年）の建設当時のものがそのまま利用されている。

## 歴史

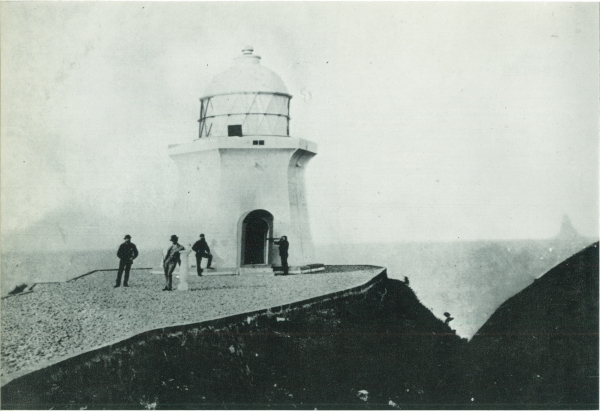
初代伊王島灯台

1866年（慶応2年）に江戸幕府が4カ国（アメリカ、イギリス、フランス、オランダ）との間で締結した江戸条約に基づき設置された全国八灯台（条約灯台）の中で、唯一九州に設置された。長崎に灯台が設置された理由としては、貿易で深い関りのあったオランダの要望があった。灯台の設計はリチャード・ヘンリー・ブラントンで、1870年（明治3年）6月に完成し仮点灯を実施、翌1871年（明治4年）7月に日本最初の鉄造灯台として本点灯された。1945年（昭和20年）8月9日の原爆による爆風で大きく損傷を受け、1954年（昭和29年）9月に解体。同年12月に四角形、鉄筋コンクリート造の灯台が完成したが、ドーム部分はそのまま流用され、旧灯台の基礎部分も遺された。1971年（昭和46年）4月には近隣の陰の尾・樺島両灯台と共に無人化された。2003年（平成15年）には設置当初の六角形の姿に改築された。

## 灯台記念館
伊王島灯台の傍らには、かつて灯台守の宿舎（吏員退息所）として利用されていた洋館が灯台資料館として開放されている。設計は灯台と同じくブラントンによるもので、1877年（明治10年）に完成した日本最古の無筋コンクリート構造である。1988年（昭和63年）に「伊王島灯台旧吏員退息所」として長崎県の有形文化財に登録された。

## 登場する作品
・ 小説『ライツ・オン！ 明治灯台プロジェクト』 土橋章宏 （筑摩書房 2014年 ISBN 9784480816764） 
「日本の灯台の父」と呼ばれるリチャード・ブラントンが伊王島灯台を建設する過程が描かれている。